# Duarte Nuno Bragança
Duarte Nuno, książę Bragança, Duarte Nuno Fernando Maria Miguel Gabriel Rafael Francisco Xavier Raimundo António de Bragança (ur. 23 września 1907 w Seebenstein w powiecie Neunkirchen, zm. 24 grudnia 1976 w Lizbonie) – książę Bragança, w latach 1920-1976 pretendent do tronu Portugalii.

## Wczesne lata
Urodził się jako trzeci syn Michała II, księcia Bragança, a pierwszy i jedyny syn, którego doczekał się z drugą żoną, księżniczką Marią Teresą Löwenstein-Wertheim-Rosenberg. Urodził się w zamku Seebenstein w Austrii. Miał dwóch starszych braci przyrodnich i osiem sióstr. Jego dziadkami byli: Michał I Uzurpator, król Portugalii, i Adelajda Löwenstein-Wertheim-Rosenberg oraz Karol Henryk, książę Löwenstein-Wertheim-Rosenberg, i księżniczka Zofia z Liechtensteinu.
Dziadek Duarte Nuno, Michał I, w przeszłości obalił swoją bratanicę i rządzącą królową Marię II da Gloria, i sam koronował się na króla. Rządził sześć lat, po czym został obalony i wygnany z Portugalii. Ojciec Duarte Nuno, Michał II, urodził się już na wygnaniu i w 1866 odziedziczył pretensje do tronu. Był pretendentem z tzw. linii miguelińskiej i konkurentem swojego kuzyna – potomka Marii II i prawowitego króla z dynastii Saxe-Coburgo-Gota e Bragança.
Wygnaną rodzinę przyjął i ugościł Franciszek Józef I, cesarz Austrii. Za jego zgodą, pod łóżkiem w którym urodził się Duarte Nuno i jego rodzeństwo, wysypano ziemię z Portugalii. Dzięki temu dzieci Michała II urodziły się na „terytorium portugalskim” i zgodnie z portugalskim prawem mogły w przyszłości dziedziczyć tron tego kraju. Dzień po swoim urodzeniu, Duarte Nuno został ochrzczony w Seebenstein. Jego rodzicami chrzestnymi byli: jego ciotka – infatka Adelgundes Portugalska, i mąż innej jego ciotki – infant Alfons Karol Hiszpański, książę San Jaime.
W 1910 Portugalia stała się republiką – króla Manuela II pozbawiono tronu i wygnano. Manuel II ożenił się, ale nie miał dzieci. W 1919 zmarł bezdzietnie starszy przyrodni brat Duarte Nuno, Franciszek Józef. 31 lipca 1920 swoich praw do tronu zrzekł się najstarszy, przyrodni brat Duarte Nuno, Michał, książę Viseu. Dokładnie 10 dni później ojciec braci, Michał II, abdykował na korzyść Duarte Nuno i migueliści uznali go za nowego króla pod imieniem „Duarte (Edwarda) II”. W 1920 wciąż żył Manuel II, a Duarte miał 12 lat. Regencję w jego imieniu objęła ciotka – infantka Adelgundes, księżna Guimarães, a Duarte oficjalnie używał tytułu „księcia Bragança”. W 1921 Adelgundes wydała manifest, w którym domagała się przywrócenia monarchii.
Abdykacja Michała II przyczyniła się do poprawy stosunków między zwolennikami linii Saxe-Coburgo-Gota e Bragança i linii miguelińskiej. Pierwsza z linii nazywana była „konstytucyjną”, ponieważ została zaakceptowana w konstytucji Portugalii, ale w razie bezpotomnej śmierci Manuela II, druga linia stanowiła naturalnych spadkobierców.

## Małżeństwo i potomstwo
15 października 1942 w katedrze w Petrópolis (Brazylia), Duarte Nuno ożenił się z Marią Franciszką Orleańską-Bragança, księżniczką Brazylii (1914-1968). Było to małżeństwo dynastyczne, ponieważ Maria Franciszka była córką Piotra de Alcântara, księcia Grão Para, i tym samym prawnuczką Piotra II, cesarza Brazylii i młodszego brata Marii II da Gloria. Małżeństwo to godziło dwie rywalizujące linie portugalskiej rodziny królewskiej. Rodzina Marii Franciszki była uważana za reprezentantów monarchii liberalnej, stawianej za wzór rodzinie Duarte Nuno – reprezentantom monarchii tradycyjno-konserwatywnej.
Duarte Nuno i Maria Franciszka mieli trzech synów:
- Duarte Pio, księcia Bragança (ur. 1945)
- Michała (Miguela), księcia Viseu (ur. 1946)
- Henryka, księcia Coimbra (1949-2017)

## Tytuł księcia Bragança
W 1945 brat Marii Franciszki, książę Piotr Gaston Orleański-Bragança, zrzekł się tytułu „księcia Bragança” na rzecz swojej siostry i jej potomstwa. Tytuł ten został stworzony w 1816 specjalnie dla cesarza Piotra I – prapradziadka Piotra Gastona. W 1826 cesarz Piotr I został królem Portugalii jako Piotr IV, ale rządził tylko dwa miesiące, po czym został zmuszony do abdykacji na rzecz swojej córki Marii II da Gloria. Pozostał cesarzem Brazylii, i jak uważa część jurystów, pozostał księciem Bragança, którym był przed wstąpieniem na tron portugalski. W 1831 Piotr abdykował jako cesarz i powrócił do Portugalii. Tytułu księcia Bragança używał do śmierci w 1834. Znowu część jurystów uważa, że tytuł przeszedł na jego syna i następcę – cesarza Piotra II, który został obalony w 1889 i zamieszkał we Francji, gdzie używał tytułu. Po jego śmierci tytuł przeszedł na jego córkę Izabelę, księżniczkę cesarską Brazylii, potem jej najstarszego syna Piotra de Alcântara, i jego najstarszego syna, Piotra Gastona.

## Powrót do Portugalii
27 maja 1950 Zgromadzenie Narodowe Portugalii uchyliło ustawy z 19 grudnia 1834 i 15 października 1910, na mocy których doszło do wygnania z ojczyzny najpierw Michała I i jego rodzinę, a potem Manuela II z rodziną. Duarte Nuno, który w sekrecie odwiedził Portugalię w 1929, nie wrócił do ojczyzny do 1952. W 1950 miał wypadek samochodowy, w którym został poważnie ranny. W Portugalii otrzymał rezydencję od Fundacji Casa de Bragança.
W 1951, po śmierci prezydenta Óscara Carmona, portugalski dyktator António de Oliveira Salazar zastanawiał się nad przywróceniem monarchii, ale ostatecznie postanowił pozostać przy republikańskiej głowie państwa. W 1974 Duarte Nuno przekazał swoją rezydencję Palácio de São Marcos, Uniwersytetowi w Coimbrze. Od tego czasu – do swojej śmierci dwa lata później, mieszkał w południowej Portugalii razem ze swoją niezamężną siostrą, infantką Filippą. Prawie przed samą jego śmiercią amerykański pisarz przeprowadził z nim wywiad, a potem w swojej książce ukazał Duarte Nuno jako cierpiącego na depresję od czasu śmierci jego żony.
Duarte Nuno był Wielkim Mistrzem Zakonu Niepokalanego Poczęcia w Vila Viçosa, suwerenem Zakonu Świętej Izabeli, baliwem Wielkiego Krzyża Honoru i Poświęcenia Suwerennego Rycerskiego Zakonu Kawalerów Maltańskich i Kawalerem Orderu Złotego Runa.
Duarte Nuno jest pochowany w augustiańskim klasztorze w Vila Viçosa, tradycyjnym miejscu pochówku książąt Bragança.